# Cañada de Benatanduz
Cañada de Benatanduz is een gemeente in de Spaanse provincie Teruel in de regio Aragón met een oppervlakte van 34,89 km². Cañada de Benatanduz telt 41 inwoners (1 januari 2016).

## Demografische ontwikkeling

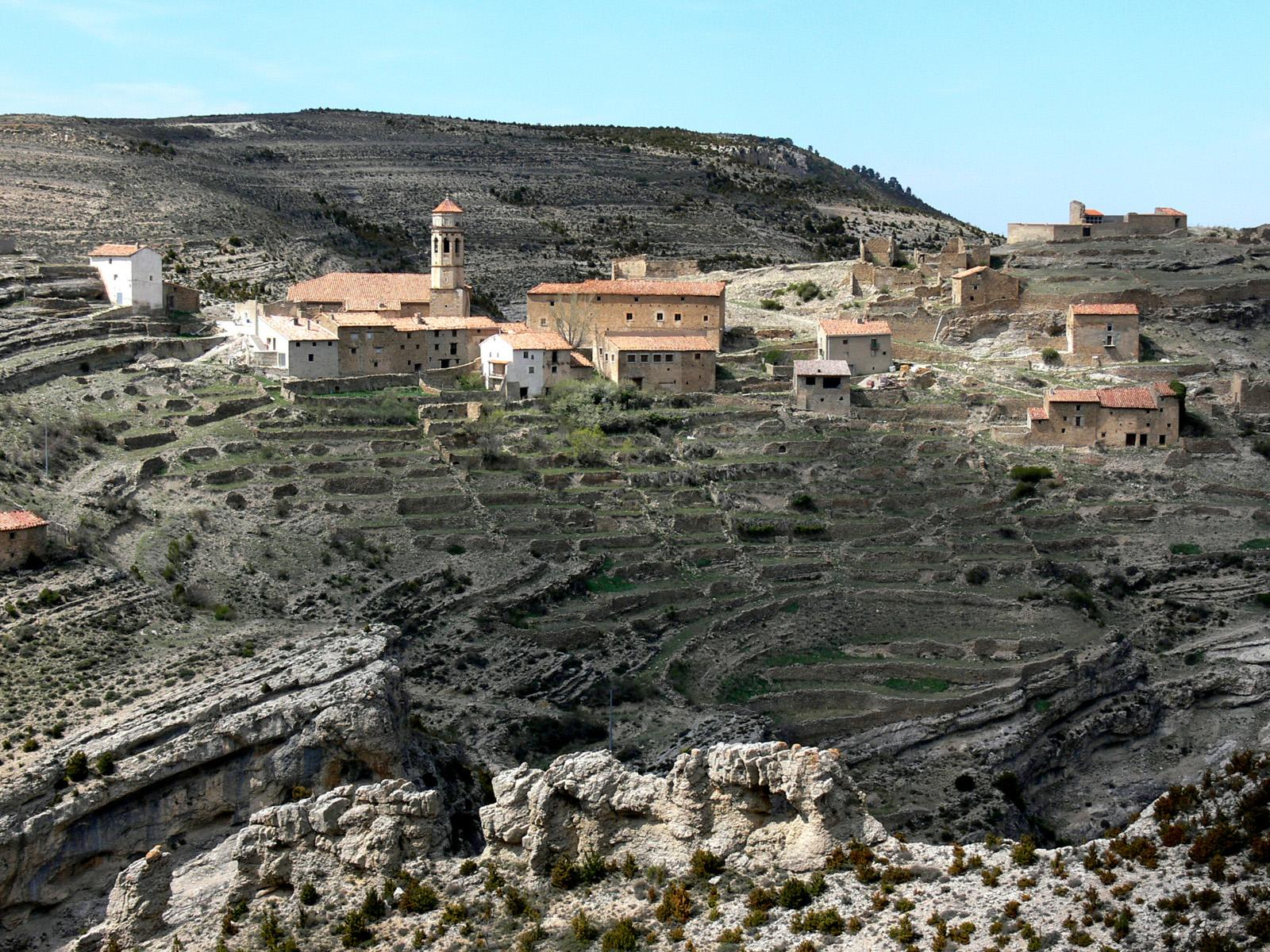
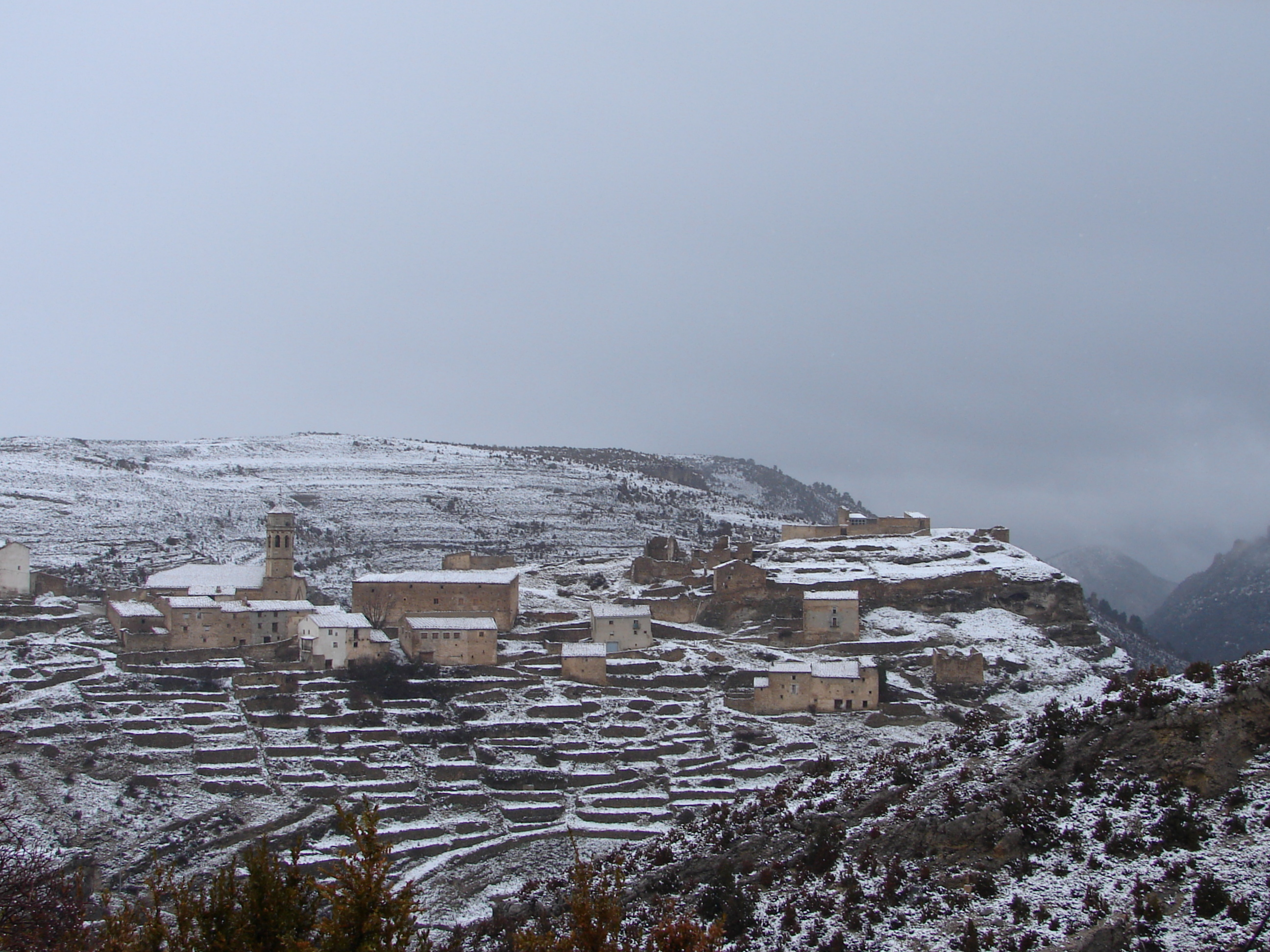
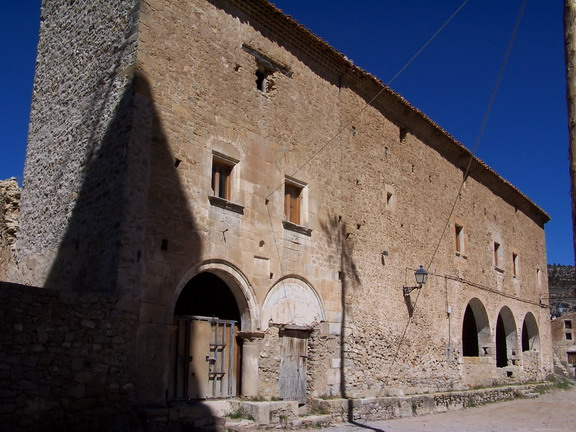

Bron: INE, 1857-2011: volkstellingen